# Rohan (Francja)
Rohan (bret. Roc’han) – miejscowość i gmina we Francji, w regionie Bretania, w departamencie Morbihan.
Według danych na rok 1990 gminę zamieszkiwały 1604 osoby, a gęstość zaludnienia wynosiła 68 osób/km² (wśród 1269 gmin Bretanii Rohan plasuje się na 395. miejscu pod względem liczby ludności, natomiast pod względem powierzchni na miejscu 406.).